# 國立集集美術館
國立集集美術館是臺灣鐵路管理局集集線的支線列車。

## 車身
該列車共有4節車廂，並駛於集集線。
2019年8月20日在樹林車站公布列車造型，臺灣設計師江孟芝以金蕉為車體主色，融入火車路線圖、歷史年表、石虎、921大地震等議題放入車廂內。

## 爭議
2019年8月23日，被舉報該列車上的石虎插畫是花豹，並使用未授權的康熙字典體。列車設計師江孟芝表示，該插畫為簡化設計過的石虎，對於是否為石虎或許只有專家看得出來。同月27日，經過追查發現石虎插畫是俄羅斯插畫家卡佳·莫洛措娃（烏克蘭語：Катя Молодцова）繪製的「花豹」，放在線上圖庫網站販售。對此江孟芝承認買圖，強調商用圖庫為合法取得，並表示使用圖庫在設計界很常見。而使用未取得合法版權的康熙字典體，則會與列車上的花豹一併刪除修正。江孟芝對於未把關到細節、未增加元素，感到抱歉且自責。
2019年8月28日，交通部觀光局承認審查方面嚴謹度不足，已重新調整該列車上的石虎設計，並會將原先使用的康熙字典體換成合法商業授權字體。同月29日，江孟芝捐出國立集集美術館的新台幣25萬元設計費，行政院農業委員會特有生物研究保育中心對該筆捐贈給予感謝狀。同年11月24日，江孟芝在Facebook發表致歉文，並表示「第一時間沒有謹慎地了解問題而衝動地回應與解釋，讓支持我的朋友陷入模稜兩可的辯論中，造成莫大爭議與社會資源的浪費，我也需要負起最大的責任。」